# Хаміс аль-Каддафі
Хаміс аль-Каддафі (араб. خميس القذافي; 27 травня 1983, Триполі, Лівія) — лівійський політичний і військовий діяч, син Муамара Каддафі. Колишній командир Бригади Хаміса.

## Біографія
Народився 27 травня 1983 року в Триполі. У віці трьох років був поранений під час антитерористичної американської операції «Каньйон Ельдорадо». Закінчив військову академію в Триполі, отримавши ступінь бакалавра військових наук, а потім — Військову академію ім. Фрунзе в Москві. За даними деяких джерел — і Військову академію Генерального штабу ЗС РФ. З квітня 2010 року був студентом магістратури в Instituto de Empresa в Мадриді.
Командир Бригади Хаміса — 32-ї бригади спеціального призначення збройних сил Лівії, одного з головних військових з'єднань, лояльних Муамару Каддафі, що брала участь у бойових діях проти повстанців під час лівійського повстання 2011 року.
Під час бойових дій кілька разів з'являлися повідомлення про загибель Хаміса, які пізніше спростовувалися.